# Baryceros similis
Baryceros similis là một loài tò vò trong họ Ichneumonidae.